# Utiel
Utiel é um município da Espanha na província de Valência, Comunidade Valenciana. Tem 236,9 km² de área e em 2021 tinha 11 478 habitantes (densidade: 48,5 hab./km²).

## Demografia
| Variação demográfica do município entre 1991 e 2004[carece de fontes?] | Variação demográfica do município entre 1991 e 2004[carece de fontes?] | Variação demográfica do município entre 1991 e 2004[carece de fontes?] | Variação demográfica do município entre 1991 e 2004[carece de fontes?] |
| ---------------------------------------------------------------------- | ---------------------------------------------------------------------- | ---------------------------------------------------------------------- | ---------------------------------------------------------------------- |
| 1991                                                                   | 1996                                                                   | 2001                                                                   | 2004                                                                   |
| 11836                                                                  | 11782                                                                  | 11500                                                                  | 11848                                                                  |